# Сеть выборных региональных лидеров-женщин Африки
Сеть выборных региональных лидеров-женщин Африки (фр. Réseau des Femmes Elues Locales d'Afrique, англ. Network for Locally Elected Women of Africa, REFELA) – это неправительственная женская организация в Африке.
Сеть основана в 2011 году как форум для женщин, избранных должностными лицами местных органов власти в Африке и включает более 30 национальных отделений на африканском континенте.

## История
Сеть была основана на первом Форуме избранных на местном уровне женщин Африки (англ. Forum of Locally Elected Women of Africa), который состоялся в Танжере, Марокко, в марте 2011 года.

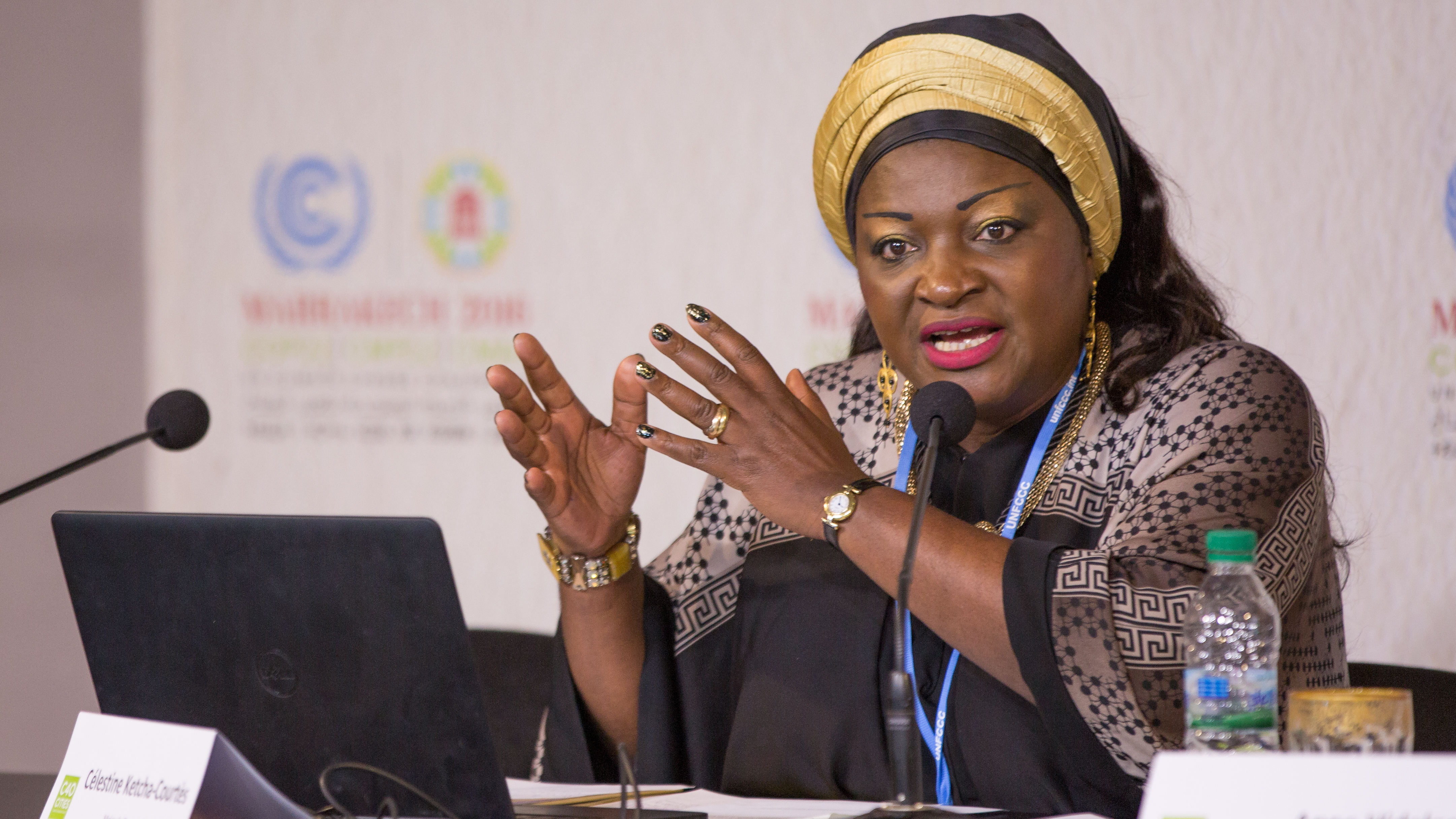
Селестин Кетча Куртес, второй президент сети

С 2012 по декабрь 2015 года президентом сети была мэр города Тевраг-Зейны Фатимату Абдель Малик из Мавритании. В ноябре 2015 года камерунский политик Селестин Кетча Куртес была избрана преемником Абдель Малик на посту президента.  В 2019 году Кетчу Куртес на посту президента сменила мэр города Фумболо Макура Дао из Кот-д’Ивуара. В 2021 году была избрана мэр городского совета Банжула Рои Малик Лоу (Rohey Malick Low) из Гамбии.

## Концепция
Сеть ставит целью довести вопросы гендерного равенства и расширения прав и возможностей женщин и девочек до уровня местных органов власти, чтобы ускорить включение гендерного аспекта в государственную политику, планы развития городов и территорий, а также улучшить доступ женщин к местным и региональным сферам принятия решений для увеличения представительства женщин в этих органах власти.

## Внешние ссылки
uclga.org/refela-fr/ — официальный сайт Сеть выборных региональных лидеров-женщин Африки